# Paramount Global
Paramount Global (scurtat la și făcând afaceri ca Paramount) este un conglomerat multinațional american de mass-media și divertisment controlat de National Amusements cu sediul în One Astor Plaza în Midtown Manhattan, New York City, Statele Unite. A fost înființat la 4 decembrie 2019 ca ViacomCBS prin fuziunea celor de a doua încarnări ale CBS Corporation și Viacom (care au fost separate din originalul Viacom pe 31 decembrie 2005). Compania și-a luat numele prezent pe 16 februarie 2022.
Principalele proprietăți ale Paramount includ studioul de film și televiziune omonim Paramount Pictures, CBS Entertainment Group (format din canalele de televiziune CBS și parțial deținutul The CW și stațiile sale de televiziune, BET Media Group (care gestionează canalele BET și VH1, printre altele) și alte proprietăți cu marca CBS), rețele media (format din canalele de televiziune pe cablu inclusiv MTV, Nickelodeon, Comedy Central, CMT, Paramount Network și Showtime) și serviciile de streaming ale companiei (incluzând Paramount+ și Pluto TV). De asemenea, are o divizie internațională dedicată care gestionează versiunile internaționale ale rețelelor sale de televiziune cu plată, precum și active specifice regiunii, inclusiv Telefe din Argentina, Chilevisión din Chile, Colors din India, Channel 5 din Regatul Unit și Network 10 din Australia. Între 2011 și 2023, divizia de asemenea a deținut 30 % din acțiuni în studioul italian Rainbow S.p.A.
Începând cu 2019, compania operează peste 170 de rețele și ajunge la aproximativ 700 de milioane de abonați în 180 de țări.
În 2024, National Amusements a ținut discuții pentru o fuziune sau achiziție potențială a Paramount Global, cu Warner Bros. Discovery, Sony Pictures Entertainment, Apollo Global Management, Edgar Bronfman Jr., Allen Media Group și Skydance Media toți considerând să achiziționeze compania. Până la 3 iunie, Paramount a fost presupus a fi de acord cu termenii de fuzionare cu compania din urmă. Însă, la 11 iunie, discuțiile de fuziune între Paramount și Skydance au căzut, rezultând în fuziunea propusă fiind anulată. Companiile au renegociat înțelegerea, iar pe 2 iulie 2024, Skydance a ajuns la o înțelegere preliminară să formeze "Paramount Skydance Corporation" printr-o fuziune triplă între sine, National Amusements și Paramount. Pe 24 iulie 2025, fuziunea a fost aprobată. Fuziunea se așteaptă să se încheie pe 7 august 2025.

## Fundal
Paramount Pictures, CBS și Viacom au avut fiecare o istorie de a fi asociate între ele printr-o serie de diferite fuziuni și divizări corporative. Paramount Pictures a fost fondată în 1912 sub numele de Compania de film Famous Players. CBS a fost fondată în 1927, în care Paramount Pictures a deținut un pachet de 49 la sută din 1929 până în 1932. În 1952, CBS a format CBS Television Film Sales, o divizie care se ocupa de drepturile de sindicalizare pentru biblioteca CBS de seriale de televiziune deținute de rețea. Această divizie a fost redenumită CBS Films în 1958 și din nou redenumită CBS Enterprises Inc. în ianuarie 1968, iar în cele din urmă a fost redenumită Viacom (un acronim al Video and Audio Communications) în 1970. În 1971, această divizie de sindicare a fost desființată pe fondul noilor reguli FCC care interziceau rețelele de televiziune care dețin companii de sindicat (aceste reguli au fost în cele din urmă desființate complet în 1993). În 1985, Viacom a achiziționat MTV Networks și Showtime/The Movie Channel Inc. de la Warner Communications și American Express. În 1986, Viacom a fost achiziționată de actualul proprietar, compania de operator de teatru National Amusements.
Între timp, Paramount Pictures a fost achiziționată de Gulf and Western Industries în 1966, care apoi s-a redenumit Paramount Communications în 1989. Viacom a achiziționat apoi Paramount Communications în 1994.
În 1999, Viacom a făcut cea mai mare achiziție de până acum, anunțând planurile de fuziune cu fosta sa mamă CBS Corporation (redenumită Westinghouse Electric Corporation, care fuzionase cu CBS în 1995). Fuziunea a fost finalizată în 2000, ducând la reunirea CBS cu fosta sa divizie de sindicalizare. Pe 3 ianuarie 2006, Viacom a fost împărțită în două companii: CBS Corporation, succesorul corporativ al fostului și compania divizată Viacom.

## Istorie

### Schimbarea
Pe 15 februarie 2022, în timpul unei prezentări către investitori, ViacomCBS a anunțat că își va schimba numele în Paramount Global începând cu ziua următoare; într-un memoriu adresat personalului care anunța schimbarea, s-a afirmat că rebranding-ul a fost menit să folosească „numele global iconic” și ar „reflecta cine suntem, ceea ce aspirăm să fim și tot ceea ce susținem”. Compania se va referi la ea însăși ca pur și simplu „Paramount”. În mai 2022, Berkshire Hathaway a achiziționat un acțiuni de 2,6 miliarde de dolari la Paramount.

## Unitățile companiei
Paramount Global este alcătuit din șapte unități majore:
- Paramount Pictures Corporation
- CBS Entertainment
- Paramount Media Networks
- Paramount Streaming
- Paramount Consumer Products and Experiences
  - Paramount Consumer Products
- Paramount International Networks
- Paramount Global Content Distribution

Alte proprietăți ale Paramount Global includ Republic Pictures. Compania mai are de asemenea 49% din acțiuni în Miramax și acțiuni nedeclarate în FuboTV, care le-a cumpărat în 2020.